# Ceratostylis lancipetala
Ceratostylis lancipetala är en orkidéart som beskrevs av Rudolf Schlechter. Ceratostylis lancipetala ingår i släktet Ceratostylis och familjen orkidéer. Inga underarter finns listade i Catalogue of Life.